# 1914 en photographie
| Années de la photographie : 1911 - 1912 - 1913 - 1914 - 1915 - 1916 - 1917    |
| Décennies de la photographie : 1880 - 1890 - 1900 - 1910 - 1920 - 1930 - 1940 |

Cet article présente les faits marquants de l'année 1914 en photographie.

## Événements
- août-septembre : en France, le journal illustré Le Miroir offre de très fortes sommes d’argent à ses lecteurs capables de fournir « la plus saisissante photographie de guerre »[1].
- Dès le début de la guerre et pendant toute sa durée, le commandant Jean-Baptiste Tournassoud réalise des centaines de clichés de soldats sur le front ou à l’arrière[2]
- automne : intérêt des forces militaires pour la photographie aérienne[3],[4],[5].
- Un couple d'industriels parisiens, Louise et Henri Leblanc, entreprend de collecter tous les documents possibles sur le conflit mondial naissant (livres, revues, presse, archives, peintures, dessins, affiches, objets et  un grand nombre de photographies)[4].
- La photographe Yevonde Middleton ouvre un studio photographique au 92, Victoria Street, à Londres.
- Le peintre Léon Bonnat peint un portrait rétrospectif d'Ingres à partir d'une photographie de Pierre Petit[6].

## Photographies notables
- August Sander, Trois jeunes fermiers (en)[7].

## Livres de photographies
- Adolf de Meyer, Sur le Prélude à l'Après-midi d'un faune. Reproduction de trente photographies de monsieur le baron A. de Meyer ; suivies de quelques pages d'Auguste Rodin, de Jacques-Émile Blanche et de Jean Cocteau, Paris, Éditions Paul Iribe & Cie[8].

## Études, essais, articles
- Albert Londe, La photographie à la lumière artificielle, Paris, Octave Doin et fils (coll. « Bibliothèque de photographie », no  8), XVIII-375-XII p. (En ligne sur Gallica).

## Festivals et congrès photographiques
- 18e Salon de la photographie organisé par le Photo-club de Paris ; c'est le dernier, la guerre interrompant les activités du club. Le salon sera relancé en 1924 sous le nom de Salon international d'art photographique de Paris.
- Congrès de l'Union nationale des sociétés photographiques de France à Rouen.

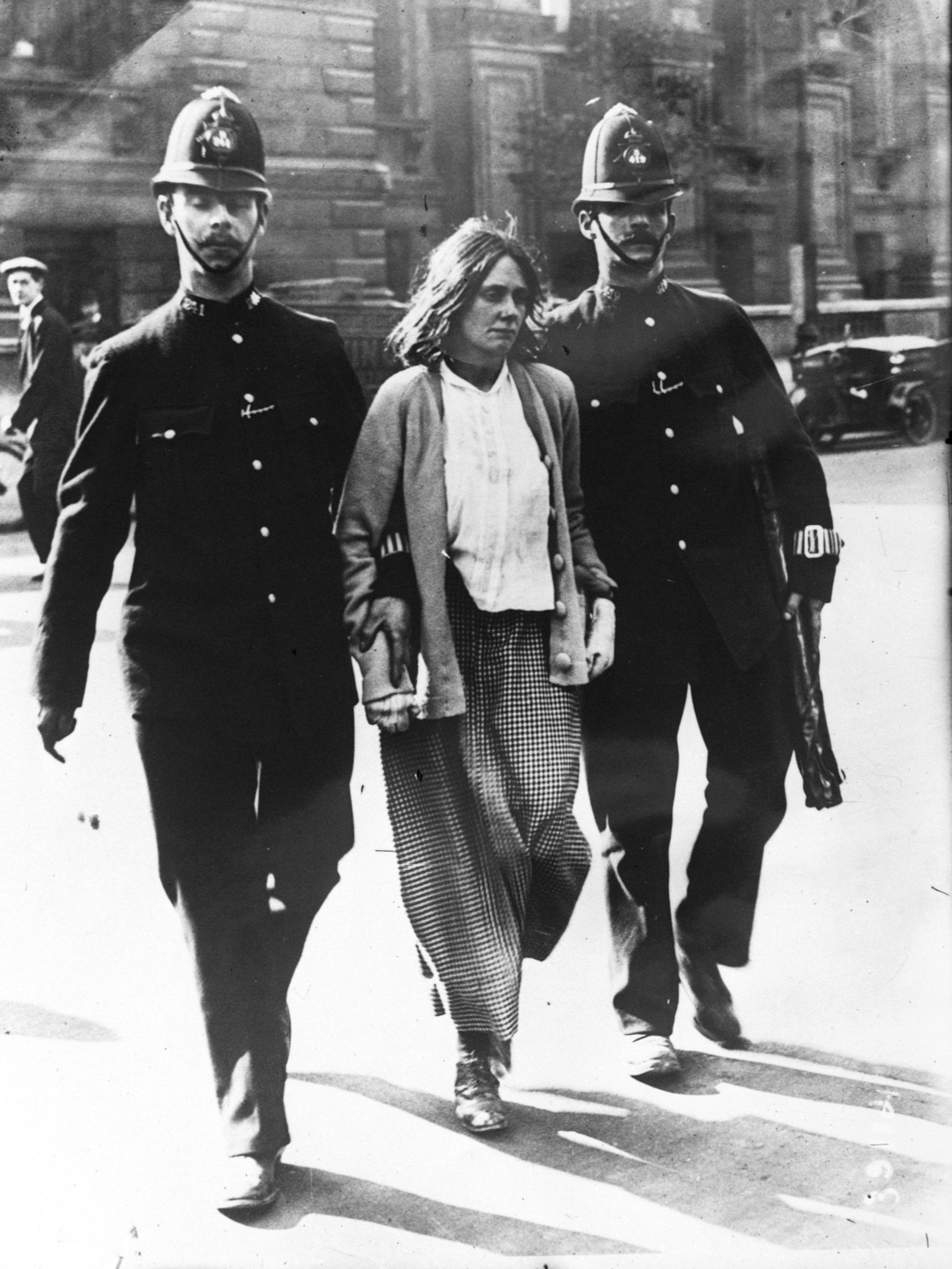
21 mai : arrestation d'une suffragette à Londres.

## Naissances
- 22 janvier : Henri Salesse, photographe français,  photographe au ministère de la Reconstruction et de l'Urbanisme (MRU) de 1945 à 1977, mort le 31 janvier 2006.
- 2 février : André Blay, photographe français, actif à La Réunion, mort le 19 avril 1978.
- 5 février : Sol Libsohn, photographe américain, mort  le 21 janvier 2001.
- 11 mars : Lore Krüger, photographe et traductrice allemande, morte le 3 mars 2009.
- 20 mars : Théodore Brauner, photographe d'origine roumaine, mort le 7 mars 2000.
- 30 mars : Kansuke Yamamoto, photographe et poète japonais, mort le 2 avril 1987.
- 15 mai : René Le Bègue, photographe français, né le 9 septembre 1856.
- 19 mai : John Vachon, photographe américain, mort  le 20 avril 1975.
- 9 juin : Ray Delvert, photographe français, un des pionniers de la photographie aériennemort  le 10 janvier 1992.
- 30 juillet : Ken Bell, photographe et photojournaliste canadien, mort  le 26 juin 2000.
- 1er août : Jack Delano, photographe américain, mort le 12 août 1997.
- 7 août : Constance Stuart Larrabee, photojournaliste et photographe de guerre sud-africaine, morte le 27 juillet 2000.
- 22 août : Maurice Zalewski, photographe français, mort  le 13 juin 2009.
- 26 août : Albert Plécy, photographe français, rédacteur en chef de Point de vue – Images du monde, cofondateur de l’association Gens d'images, mort le 1er mai 1977.
- 30 décembre : Natalia Bode, photographe et photojournaliste russe et soviétique, morte le 2 juillet 1996.

## Décès
- 16 janvier : Paul Vionnet, pasteur et photographe suisse, né le 27 juillet 1830.
- 23 mars : Francisco Laporta Valor, artiste et photographe espagnol, né le 20 novembre 1849.
- 12 mai : Félix Thiollier, érudit, archéologue et photographe français, né le 28 juin 1842.
- 20 mai : Hedvig Söderström, peintre et photographe suédoise, née le 1er décembre 1830.
- 21 juin : Fernando Debas, photographe espagnol, né le 31 août 1842.
- 2 juillet : John Benjamin Stone, photographe britannique, né le 9 février 1838.
- 7 août : Giorgio Sommer, photographe italien d'origine allemande, né le 2 septembre 1834.
- 14 août : Giuseppe Incorpora, photographe italien, né le 18 septembre 1834.
- 15 octobre : Achille Delmaet, photographe français, né le 28 avril 1860.
- 28 octobre : Federico Peliti, hôtelier, restaurateur et photographe amateur italien actif en Inde, né le 29 juin 1844.
- 3 décembre : Casiano Alguacil, photographe espagnol, né le 14 août 1832.
- 19 décembre : Henri Le Lieure, photographe français actif en Italie, né le 12 mai 1832.
- Date précise inconnue ou non renseignée :
  - Louis-Antonin Neurdein, photographe français, né en 1846.

## Célébrations
Centenaire de naissance
- Giuseppe Allegri
- Gioacchino Altobelli
- Henry T. Anthony (en)
- Edmond Bacot
- Louis-Auguste Bisson
- Louis Buvelot
- John Cooke Bourne
- James Ambrose Cutting
- Thomas Coffin Doane (en)
- Jean-Baptiste Henri Durand-Brager
- Jean-Baptiste Frénet
- John Venimore Godwin (en)
- Henry Hering
- Thomas Brumby Johnston
- Alphonse Le Blondel
- Robert Turnbull Macpherson (en)
- Janez Puhar
- William Henry Silvester
- Warren Thompson